# Presentació d'antigen
La presentació d'antigen és un procés del sistema immunitari, pel qual els macròfags, cèl·lules dendrítiques i altres tipus de cèl·lules fagociten agents estranys, els digereixen i presenten diferents antígens i en permeten el reconeixement per part dels limfòcits B i limfòcits T.

La base de la immunitat adaptativa reposa sobre la capacitat dels limfòcits T i B de distingir entre les cèl·lules pròpies del cos, i els patògens infecciosos per tal de no generar autoimmunitat. 

A la ruta superior: (1) la cèl·lula presentadora d'antigen recull una proteïna aliena, o antigen. (2) L'antigen és processat i presentat en una molècula d'MHC de classe II, (3) que interacciona amb un limfòcit T col·laborador (4). A la ruta inferior: proteïnes alienes completes són unides a anticossos membranals (5) i presentades a limfòcits B (6) que processen (7) i presenten antigen en MHC II (8) a un limfòcit T anteriorment activat, (10) engegant la producció d'anticossos específics a l'antigen (9).

 Les cèl·lules tenen proteïnes característiques de cada persona a la seva superfície per tal de poder diferenciar allò propi del que és estrany, extern. Aquests antígens són diferents dels dels bacteris (antígens "no propis") o en cèl·lules de l'hoste infectades per virus ("mancats de propi"). La capacitat del sistema immunitari adaptatiu de detectar infeccions requereix rutes especialitzades per a permetre el reconeixement d'antígens de patògens per part dels limfòcits T.

## Reconeixement d'antigen
A diferència dels limfòcits B, els limfòcits T són incapaços de reconèixer antígens sense la presentació d'antígens, amb la important excepció dels superantígens. Els receptors dels limfòcits T estan restringits a reconèixer pèptids antigènics únicament quan estan units a molècules apropiades del complex d'histocompatibilitat principal (MHC), també conegut en els humans com a antigen leucocitari humà (HLA).
La majoria de cèl·lules són capaces de presentar antigen i activar la resposta adaptativa. Tanmateix, algunes cèl·lules estan especialment dotades per a adquirir i presentar antigen, i per a activar els limfòcits T naïfs. Les cèl·lules dendrítiques i macròfags tenen un paper principal en la resposta innata, i també actuen com a cèl·lules presentadores d'antigen (APC). Aquestes APCs també alliberen interleucines i citocines que permeten una activació millorada dels limfòcits T i B a més de coordinar la resposta immunitària adaptativa i innata, fomentar la inflamació, entre moltes altres funcions.
Les APCs professionals poden activar diferents tipus de limfòcit T, i cada tipus de limfòcit T està especialment preparat per a atacar diferents patògens, depenent de si són patògens extracel·lulars, intracel·lulars o una toxina. El tipus de limfòcit T activat i, per tant, el tipus de resposta que es genera, depèn parcialment del context en què l'antigen fou recollit originalment per l'APC (depèn del complex d'histocompatibilitat MHC que reconegui el limfòcit: I o II).